# Lettonie aux Jeux olympiques d'hiver de 2018
La Lettonie participe aux Jeux olympiques d'hiver de 2018 à Pyeongchang en Corée du Sud du 9 au 25 février 2018. Il s'agit de sa onzième participation à des Jeux d'hiver.

## Participation
Aux Jeux olympiques d'hiver de 2018, les athlètes de l'équipe de Lettonie participent aux épreuves suivantes : 
| Sport                                | Hommes                                     | Athlètes | Femmes | Athlètes                                    | Total |
| ------------------------------------ | ------------------------------------------ | --- | ------ | ------------------------------------------- | ----- |
| Ski alpin                            | 1                                          | Kristaps Zvejnieks | 1      | Lelde Gasūna                                | 2     |
| Biathlon                             | 2                                          | Andrejs Rastorgujevs, Oskars Muižnieks | 1      | Baiba Bendika                               | 3     |
| Bobsleigh                            | 9 (Deux équipages à deux et deux à quatre) | Oskars Melbārdis, Oskars Kibermanis, Daumants Dreiškens, Arvis Vilkaste, Jānis Strenga, Jānis Jansons, Helvijs Lūsis, Matīss Miknis et Intars Dambis | 0      | −                                           | 9     |
| Ski de fond                          | 1                                          | Indulis Bikše | 2      | Patrīcija Eiduka, Inga Paškovska            | 3     |
| Patinage artistique                  | 1                                          | Deniss Vasiļjevs | 1      | Diāna Ņikitina                              | 2     |
| Luge                                 | 7                                          | Inārs Kivlenieks, Kristers Aparjods, Artūrs Dārznieks, Andris Šics, Juris Šics, Oskars Gudramovičs et Pēteris Kalniņš                                | 3      | Elīza Cauce, Ulla Zirne et Kendija Aparjode | 10    |
| Patinage de vitesse sur piste courte | 2                                          | Roberts Zvejnieks, Roberto Puķītis | 0      | −                                           | 2     |
| Skeleton                             | 2                                          | Tomass Dukurs, Martins Dukurs | 1      | Lelde Priedulēna                            | 3     |
| Patinage de vitesse                  | 1                                          | Haralds Silovs | 0      | −                                           | 1     |
| Total                                | 26                                         | | 9      |                                             | 35    |